# غلوريا (مغنية أيرلندية)
غلوريا (بالإنجليزية: Gloria)‏ هي مغنية أيرلندية، ولدت في 1951.